# ليام بويس
ليام بويس (بالإنجليزية: Liam Boyce)‏ (8 أبريل 1991 في المملكة المتحدة - ) هو لاعب كرة قدم بريطاني في مركز الهجوم. شارك مع منتخب أيرلندا الشمالية تحت 19 سنة لكرة القدم ومنتخب أيرلندا الشمالية تحت 21 سنة لكرة القدم ومنتخب أيرلندا الشمالية لكرة القدم. أما مع النوادي، فقد لعب مع نادي روس كاونتي ونادي كليفتونفيل وفيردر بريمن 2 ‏.

## مسيرته الكروية
لعب ليام بويس خلال مسيرته الاحترافية مع 5 أندية في خمسة عشر موسمًا وسجل خلالها 141 هدف ضمن 325 مباراة. ولم يفز بأي موسم بالكأس وفاز في موسمين بالدوري.
خاض ليام بويس مسيرته مع نادي كليفتونفيل في موسم 2008–09 في المرة الأولى واستمر معه طيلة ثلاثة مواسم ثم في موسم 2011–12 واستمر معه طيلة ثلاثة مواسم، مشاركًا طوالها في 137 مباراة سجل خلالها 69 هدفًا. ثم انتقل إلى فيردر بريمن 2 ‏ في موسم 2010–11 ولمدة موسمين، حيث شارك في 3 مباريات ولم يسجل أي هدف. لينتقل بعدها إلى نادي روس كاونتي في موسم 2014–15 واستمر معه طيلة ثلاثة مواسم، مشاركًا في 99 مباراة سجل خلالها 48 هدفًا. ثم انتقل إلى نادي بيرتن ألبيون في موسم 2017–18 واستمر معه طيلة ثلاثة مواسم، مشاركًا في 78 مباراة سجل خلالها 22 هدفًا. هذا وانتقل لاحقًا إلى نادي هارت أوف ميدلوثيان في موسم 2019–20 لمدة موسم واحد، مشاركًا في 8 مباريات سجل خلالها هدفين.

## وصلات خارجية
- ليام بويس على موقع الاتحاد الأوربي (الإنجليزية)
- ليام بويس على موقع قاعدة بيانات كرة القدم.إي يو (الإنجليزية)
- ليام بويس على موقع ناشيونال فوتبول تيمز (الإنجليزية)
- ليام بويس على موقع Soccerbase.com (لاعب) (الإنجليزية)
- ليام بويس على موقع Soccerway.com (الإنجليزية)
- ليام بويس على موقع عالم كرة القدم.نت (الإنجليزية)